# Kōmyōzen-ji
Kōmyōzen-ji (光明禅寺) est un temple bouddhiste Zen situé dans la ville de Dazaifu, dans la préfecture de Fukuoka au Japon. Il est fondé en 1273 par Tetsugyū Enshin de l'école Rinzai de Tōfuku-ji. Kōmyōzen-ji est renommé pour son jardin sec (karesansui), le seul exemple de Kyushu,.

## Source de la traduction
- (en) Cet article est partiellement ou en totalité issu de l’article de Wikipédia en anglais intitulé « Kōmyōzen-ji » (voir la liste des auteurs).